# Landschaftsschutzgebiet Kurwald Bad Lippspringe mit Strotheaue

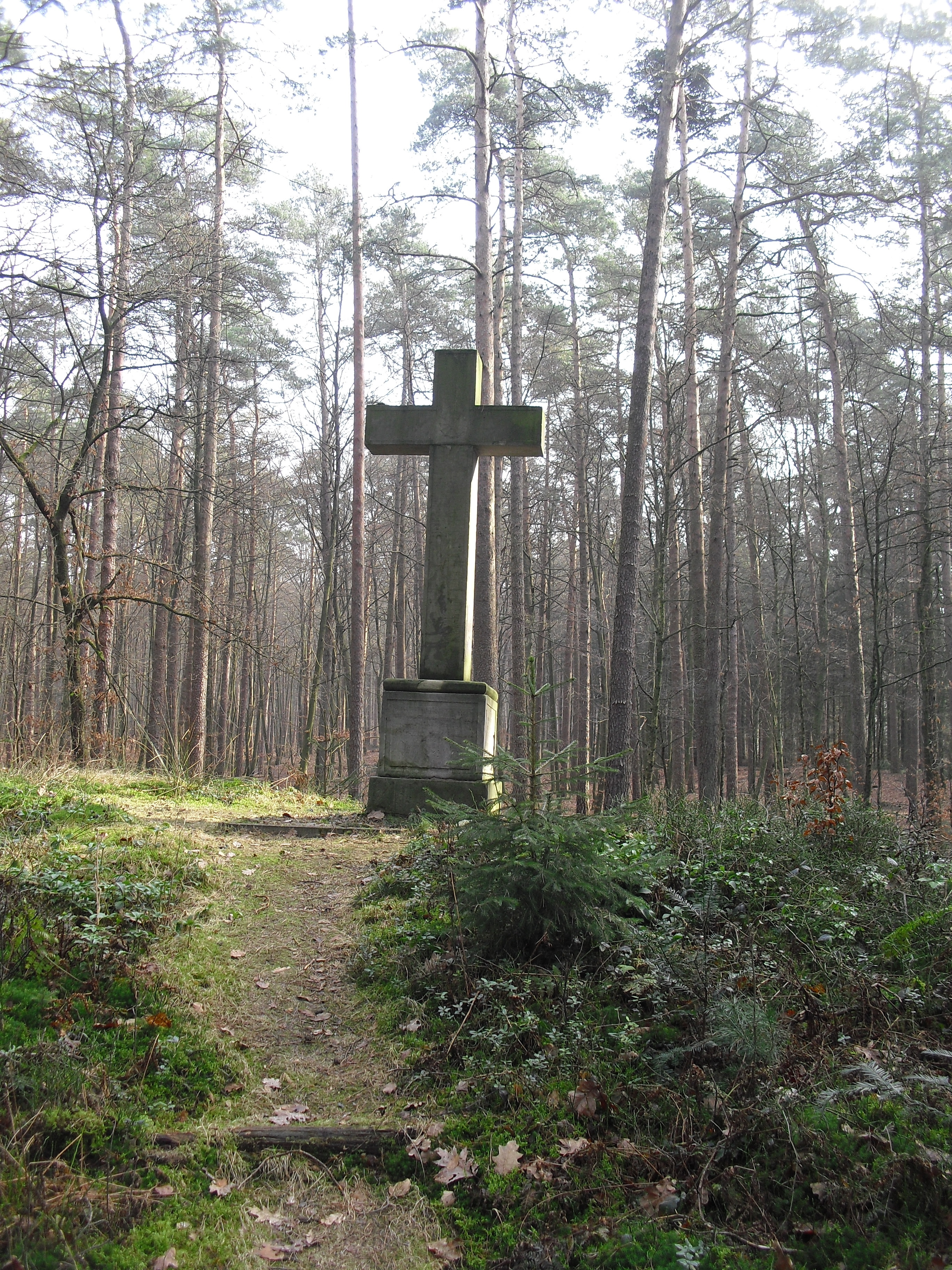
„Tilly Kreuz“ im Kurwald Bad Lippspringe

Das Landschaftsschutzgebiet Kurwald Bad Lippspringe mit Strotheaue mit 259,35 ha Flächengröße liegt im Kreis Paderborn. Das Landschaftsschutzgebiet (LSG) wurde 1989 vom Kreistag mit dem Landschaftsplan Sennelandschaft ausgewiesen.

## Beschreibung
Das LSG liegt nordwestlich von Bad Lippspringe in der Strotheaue. Die Westgrenze ist die B 1. Im LSG befinden sich sieben Baggerseen, darunter der Stothesee. Das LSG ist hauptsächlich mit Wald bedeckt. Hauptbaumart ist die Kiefer, aber auch feuchten Stieleichen-Birkenwälder und Erlenbruchwälder kommen vor. Die Pappelbestände sollten laut Landschaftsplan durch Standortgerechte Laubbäume ersetzt werden. Dazu kommt Grünland sowie Feuchtwiesen und Uferstaudenfluren. Die im LSG vorhandenen Kopfweiden sollen abschnittsweise alle 5–10 Jahre beschnitten werden. Die Entwicklung von Heideflächen soll auf Waldlichtungen gefördert werden. Bei Inkrafttreten des Landschaftsplanes sollten vorhandene Ackerflächen in Grünland umgewandelt werden. Die land- und forstwirtschaftlich genutzten Flächen in der Strotheaue müssen ohne die Anwendung von Bioziden und unter Verzicht auf Düngung
bewirtschaftet werden. Es gibt im LSG seltene Tier- und Pflanzenarten.